# جود برنارد
جود برنارد (بالإنجليزية: Judd Bernard)‏ هو منتج أفلام وكاتب سيناريو أمريكي، ولد في 20 يونيو 1927.

## وصلات خارجية
- جود برنارد على موقع IMDb (الإنجليزية)
- جود برنارد على موقع قاعدة بيانات الفيلم (الإنجليزية)